# Бајелвал
Бајелвал (фр. Bailleulval) насеље је и општина у североисточној Француској у региону Север-Па де Кале, у департману Па де Кале која припада префектури Арас.
По подацима из 2011. године у општини је живело 269 становника, а густина насељености је износила 68,97 становника/km². Општина се простире на површини од 3,9 km². Налази се на средњој надморској висини од 146 метара (максималној 152 m, а минималној 101 m).

## Демографија
| 1962. | 1968. | 1975. | 1982. | 1990. | 1999. | 2011. |
| ----- | ----- | ----- | ----- | ----- | ----- | ----- |
| 249   | 255   | 240   | 259   | 273   | 272   | 269   |

График промене броја становника у току последњих година